# أوجين كامارا
أوجين كامارا هو سياسي غيني، ولد في 21 يناير 1942 في نزيريكوري في غينيا، وتوفي في 22 نوفمبر 2019 في القاهرة في مصر. نشط حزبياً في حزب الوحدة والتقدم. وقد انتخب رئيس وزراء غينيا ‏.